# Impost sobre el Patrimoni
L'impost sobre el Patrimoni és un impost que s'aplica individualment, no sobre els ingressos o transaccions, sinó sobre el patrimoni personal de les persones físiques, i és calculat basant-se en el valor de tots els béns del subjecte passiu. S'aplica a nivell nacional en alguns països del món. Els partidaris d'aquest afirmen que comporta una ajuda a la redistribució de la riquesa, mentre que els seus detractors assenyalen que no aconsegueix pas aquest objectiu i que, a més, amb freqüència empobreix als països a causa de l'expatriació dels capitals.
Existeix en alguns estats europeus, com ara Suïssa, Noruega, França i Espanya.

## Estats que l'apliquen
- Europeus:
  - Espanya, es cobra a partir dels 700.000 € amb una exempció per patrimoni immobiliari de 300.000 €.
  - França, mitjançant l'Impost de Solidaritat de Fortunes, amb una taxa des del 0,55% a l'1,80% i un màxim de 790.000 €;
  - Liechtenstein, amb una taxa del 0,07%
  - Noruega, amb taxes d'entre el 0,9% i l'1,1%[1]
  - Suïssa[2]
- Altres estats:
  - a l'Índia, únicament s'aplica sobre béns no productius de renta (vehicles, joies, immobles no llogats, etc.)[3]